# Microhilins
Els microhilins (Microhylinae) són una subfamília d'amfibis anurs de la família Microhylidae.

## Gèneres
- Adelastes
- Altigius
- Arcovomer
- Chaperina
- Chiasmocleis
- Ctenophryne
- Dasypops
- Dermatonotus
- Elachistocleis
- Gastrophryne
- Gastrophrynoides
- Glyphoglossus
- Hamptophryne
- Hyophryne
- Hypopachus
- Kalophrynus
- Kaloula
- Metaphrynella
- Microhyla
- Micryletta
- Myersiella
- Nelsonophryne
- Otophryne
- Phrynella
- Ramanella
- Relictivomer
- Stereocyclops
- Synapturanus
- Syncope
- Uperodon